# Имамов, Вахит Шаихович
Имамов Вахит Шаихович (тат. Вахит Шәех улы Имамов, род. 18 марта 1954, село Ст. Байсарово, Татарская АССР) — писатель, член Союза писателей, председатель Набережночелнинской писательской организации. Народный писатель Республики Татарстан (2024), заслуженный работник культуры Республики Татарстан (2002). Лауреат Государственной премии Республики Татарстан имени Габдуллы Тукая (2014).

## Краткая биография
Родился 18 марта 1954 года в селе Старое Байсарово Актанышского района Татарской АССР.
- 1971 — окончил Старо-Байсаровскую среднюю школу Актанышского района.
- 1982 — окончил факультет журналистики Казанского государственного университета.
- 1975—1975 — литсотрудник редакции газеты «Путь Октября» Рыбно-Слободского района Татарской АССР.
- 1982—1982 — корреспондент газеты « Светлый путь» Тукаевского района Татарской АССР.
- 1984—1991 — редактор книги « Афганские тюльпаны» о погибших воинах-интернационалистах.
- 1991—2005 — редактор ООО «Газетно-книжное издательство» (ОАО Камаз).
- 2005 — редактор журнала «Майдан».
- 2008—2015 — директор «филиала ОАО „ТАТМЕДИА“ редакция журнала „Майдан“».
- C 2015 г. — главный редактор газеты «Мәдәни җомга» (Казань)

## Творчество
Вахит Имамов — автор 15 книг. В 1992 году в журнале «Аргамак» выходит его повесть «Кресло», в которой описывается борьба молодого эколога и его команды против партийно-советской властной номенклатуры крупного промышленного города за права жителей на экологическую гласность.
В 1993 году выходит «Запрятанная история татар» («Яшерелгән тарих»), написанная на основе документальных источников о национально-освободительной борьбе татарского народа в XVI—XVIII веках. Роман «Сеит-батыр» («Сәет батыр») и документальная повесть «Татары в Пугачевском восстании» («Татарлар Пугачев явында») посвящены также этой теме. Большое эпическое произведение «Огненная степь» («Утлы дала», 2001) рассказывает об исторических событиях, произошедших в период монгольского нашествия на Волжскую Булгарию, русские княжества и на степные просторы юга Евразии.
В 2002 году в журнале «Майдан» публикуется новый роман В. Имамова «Солёная рана» («Тозлы яра», 2002) и повесть «Могикан» (2001) о строительстве КамАЗа. Эти произведения поднимают морально-этические вопросы об отношениях между репрессивной властью и народом. В том же году выходят в свет его книги «Татарские воины-полководцы» о руководителях национально-освободительного движения и «Японский татарин» о татарских эмигрантах в Японии.
В 2005 году, в год празднования тысячелетия Казани, автор закончил работу над своим новым историческим романом «Казанская крепость», посвящённым основанию татарской столицы. Роман в том же году был переведён на русский язык и издан отдельной книгой.
В 2014 году за исторический роман «Утлы дала» (рус. Огненная степь) удостоен Государственной премии Республики Татарстан имени Габдуллы Тукая.
Решением Верховного Суда Республики Татарстан от 14.05.2020 книга Имамова В.Ш «Запрятанная история татар» признана экстремистской и внесена Министерством юстиции РФ в Федеральный список экстремистских материалов под № 5048.

## Награды
- Почётное звание «Народный писатель Республики Татарстан» (2024 год) — за большой вклад в развитие татарской литературы и многолетнюю творческую деятельность[2].
- Почётное звание «Заслуженный работник культуры Республики Татарстан[тат.]» (2002 год)[3].
- Государственная премия Республики Татарстан имени Габдуллы Тукая (2014 год) — за двухтомный исторический роман «Утлы дала» («Огненная степь»), Татарское книжное издательство, Казань, 2012 год[4].
- Медаль «В память 1000-летия Казани» (2005 год)[5].
- Медаль «За доблестный труд» (2014 год) — за большой вклад в развитие средств массовой информации, многолетнюю плодотворную работу[6].

## Семья
Женат, 2 детей.